# Campeonato Brasileiro Série C 2020
In 2020 werd het 31ste Campeonato Brasileiro Série C gespeeld, de derde hoogste klasse van het Braziliaanse voetbal. De competitie werd gespeeld van 8 augustus 2020 tot 30 januari 2021. Normaliter werd deze van 3 mei tot 8 november gespeeld, maar door de coronacrisis in Brazilië, begon de competitie later waardoor deze niet eindigde in het kalenderjaar 2020. Vila Nova werd kampioen.
Het competitieformat werd voor het eerst sinds 2012 gewijzigd. De voorbije jaren plaatste de top vier van elke groep zich voor de knock-outfase waarvan de halvefinalisten promoveerden. Vanaf dit jaar speelden de vier clubs van elke groep die zich kwalificeerden voor de tweede fase opnieuw een groepsfase. De groepswinnaars speelden nog een finale om de algemene titel, de twee tweedes in beide groepen promoveerden ook. 

## Eerste fase

### Groep A
| Plaats | Club        | Wed. | W  | G | V  | Saldo | Ptn. |
| ------ | ----------- | ---- | -- | - | -- | ----- | ---- |
| 1.     | Santa Cruz  | 18   | 11 | 4 | 3  | 32:16 | 37   |
| 2.     | Remo        | 18   | 8  | 7 | 3  | 20:10 | 31   |
| 3.     | Vila Nova   | 18   | 8  | 7 | 3  | 20:11 | 31   |
| 4.     | Paysandu    | 18   | 8  | 5 | 5  | 25:14 | 29   |
| 5.     | Manaus      | 18   | 6  | 8 | 4  | 19:18 | 26   |
| 6.     | Jacuipense  | 18   | 6  | 6 | 6  | 19:21 | 24   |
| 7.     | Ferroviário | 18   | 6  | 5 | 7  | 27:22 | 23   |
| 8.     | Botafogo-PB | 18   | 4  | 8 | 6  | 19:17 | 20   |
| 9.     | Treze       | 18   | 4  | 7 | 7  | 19:21 | 19   |
| 10.    | Imperatriz  | 18   | 0  | 1 | 17 | 10:60 | 1    |

|  | Geplaatst voor tweede fase |
|  | Degradatie                 |

### Groep B
| Plaats | Club                | Wed. | W | G | V | Saldo | Ptn. |
| ------ | ------------------- | ---- | - | - | - | ----- | ---- |
| 1.     | Ypiranga de Erechim | 18   | 9 | 4 | 5 | 31:26 | 31   |
| 2.     | Ituano              | 18   | 8 | 5 | 5 | 28:20 | 29   |
| 3.     | Londrina            | 18   | 8 | 5 | 5 | 20:16 | 29   |
| 4.     | Brusque             | 18   | 8 | 5 | 5 | 23:26 | 29   |
| 5.     | Tombense            | 18   | 7 | 6 | 5 | 21:18 | 27   |
| 6.     | Volta Redonda       | 18   | 5 | 8 | 5 | 31:23 | 23   |
| 7.     | São José            | 18   | 5 | 5 | 8 | 15:23 | 20   |
| 8.     | Criciúma            | 18   | 4 | 7 | 7 | 20:25 | 19   |
| 9.     | São Bento           | 18   | 3 | 8 | 7 | 13:19 | 17   |
| 10.    | Boa Esporte         | 18   | 2 | 9 | 7 | 17:23 | 15   |

|  | Geplaatst voor knock-outfase |
|  | Degradatie                   |

## Tweede fase

### Groep C
| Plaats | Club       | Wed. | W | G | V | Saldo | Ptn. |
| ------ | ---------- | ---- | - | - | - | ----- | ---- |
| 1.     | Vila Nova  | 6    | 3 | 1 | 2 | 6:7   | 10   |
| 2.     | Brusque    | 6    | 2 | 3 | 1 | 9:6   | 9    |
| 3.     | Santa Cruz | 6    | 2 | 2 | 2 | 8:7   | 8    |
| 4.     | Ituano     | 6    | 1 | 2 | 3 | 7:10  | 5    |

|  | Geplaatst voor finale en Série B 2021 |
|  | Promotie naar Série B 2021            |

### Groep D
| Plaats | Club                | Wed. | W | G | V | Saldo | Ptn. |
| ------ | ------------------- | ---- | - | - | - | ----- | ---- |
| 1.     | Remo                | 6    | 3 | 1 | 2 | 7:5   | 10   |
| 2.     | Londrina            | 6    | 2 | 3 | 1 | 7:6   | 9    |
| 3.     | Ypiranga de Erechim | 6    | 2 | 1 | 3 | 8:9   | 7    |
| 4.     | Paysandu            | 6    | 2 | 1 | 3 | 6:8   | 7    |

## Finale
Heen
|                       |                                                   |       |                     |                                                                              |
| 23 januari 2021 17:00 | Vila Nova                                         | 5 – 1 | Remo                | Estádio OBA, Goiânia Toeschouwers: 0 Scheidsrechter: Caio Max Augusto Vieira |
| 23 januari 2021 17:00 | Talles 25', 37' Alan Mineiro 45+1' Henan 58', 69' |       | 10' Gilberto Alemão | Estádio OBA, Goiânia Toeschouwers: 0 Scheidsrechter: Caio Max Augusto Vieira |

| Vila Nova | Remo |

Terug
|                       |                           |       |                                        |                                   |
| 30 januari 2021 17:00 | Remo                      | 2 – 3 | Vila Nova                              | Mangueirão, Belém Toeschouwers: 0 |
| 30 januari 2021 17:00 | Felipe Gedoz 7' Lucas 35' |       | 9' Alan Mineiro 40' (own), own' Mimica | Mangueirão, Belém Toeschouwers: 0 |

| Remo | Vila Nova |

### Kampioen
| Campeonato Brasileiro Série C 2020 |
| Pernambuco                         |
| ---------------------------------- |
| VILA NOVA Kampioen (3° titel)      |